# Die Hafenkneipe von Tahiti
Die Hafenkneipe von Tahiti ist ein Spielfilm aus dem Jahr 1963 von Regisseur John Ford. Premierendatum in der Bundesrepublik Deutschland war am 20. September 1963, in Österreich im Oktober 1963.

## Handlung
Amelia Dedham, die junge energische Tochter eines Aktionärs aus Boston, besucht ihren auf einer Südseeinsel wohnenden Vater, um ihm aus Erbschaftsgründen einen unmoralischen Lebenswandel nachzuweisen.
Dr. Dedham, der Vater von Amelia, war mit einer einheimischen Prinzessin verheiratet, mit der er drei Kinder hat. „Guns“ Donovan will seinem Freund Dr. Dedham helfen. Donovan übernimmt die Vaterrolle der Kinder für einige Zeit, damit Dedham vor seiner Tochter als anständiger Bürger erscheint.
Donovans männlicher Freimut und der Charme der Kinder erobern sich schnell Amelias Zuneigung, so dass der Vater mit der Wahrheit, die die Tochter längst ahnte, herausrücken kann. Nach einigen Missverständnissen können Amelia und Donovan, die sich ineinander verliebt haben, heiraten.

## Kritik
„Eine im Stil eher uneinheitliche, launig unterhaltende Komödie mit einigen allzu sentimentalen Akzenten. Reizvoll ist sie immer dann, wenn sie ihre Ironie überspitzt und die recht scharf profilierten Typen in ihrer Gegensätzlichkeit aneinandergeraten lässt.“

„Komödie, die John Ford leichthändig wie einen Familienurlaubsfilm inszenierte –  Fazit: Südseeposse über melancholische Männer.“